# フォード3トン戦車
フォード3トン戦車 M1918は、アメリカ合衆国が設計した初期の戦車の1つで、2人乗りで機関銃一丁を搭載した豆戦車だった。M1919 ブローニング機関銃を装備し、最高速度は時速13km。17ガロン(64リットル)の燃料で最大航続距離34マイル（55km）だった。

## 歴史
3トン戦車の設計は1917年半ばに開始され、それ以前のアメリカ戦車部隊は主にイギリスやフランスの戦車を装備していた。3トン戦車はアメリカ軍がルノーFT以外の戦車を戦場で使用できるように計画された二人乗り戦車で、FTを参考に設計されたが、より安価な代替戦車として設計された。フォード・モデルTのエンジンを2基搭載し、前方に座る運転手と、その隣で約550発の弾薬を搭載した限定射界の.30-06スプリングフィールド弾を使用するコルト・ブローニングM1895重機関銃またはM1919ブローニング機関銃を操作する銃手の２名が搭乗した。

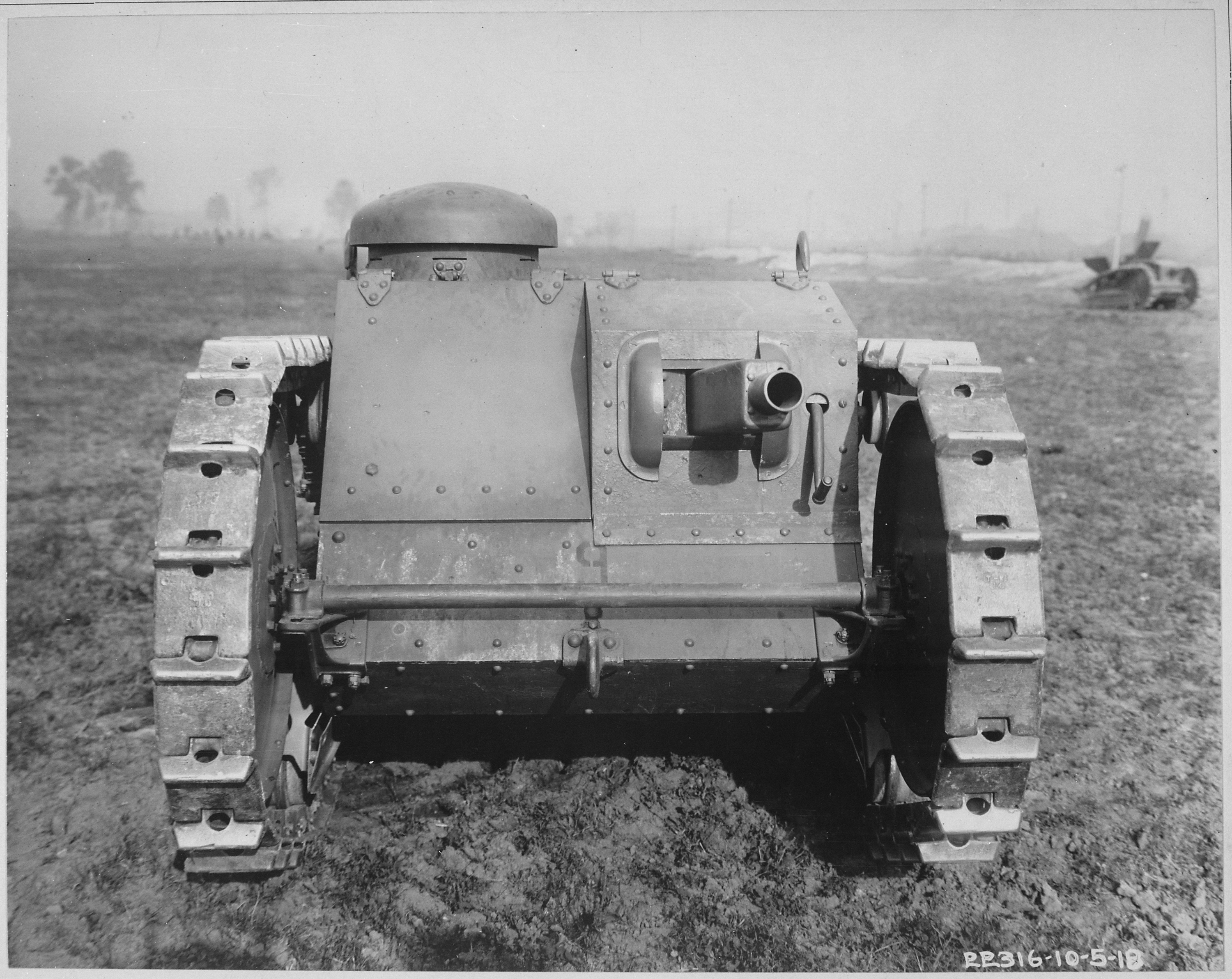
M1918の正面写真

M1918 3トン戦車の初期生産台数は15台で、そのうち1台はフランスに送られテストされた。15,000両の契約が結ばれたが、アメリカ軍戦車部隊は自分たちが求める要求を満たしていないと感じた。この15,000両の契約は休戦により打ち切られ、生産されたのは当初の15両だけであった。 
フランス陸軍はフォード3トン戦車を評価し、在来のルノーFTに劣ると考えた。しかし、3トン戦車は安価で軽量な全地形対応型の砲兵用トラクターとして、特にM1897 75mm野砲の牽引用に有望視された。3トン戦車はフォードに1,500台発注されたが、納入される前に休戦協定に突入し、発注はキャンセルされた。 

## 現存車両
- 二台が現存している、ジョージア州フォート・ベニングの米陸軍機甲騎兵コレクションとバージニア州フォートリーのアメリカ陸軍兵器博物館に所蔵されている。